# Chi Lan hoa sâm

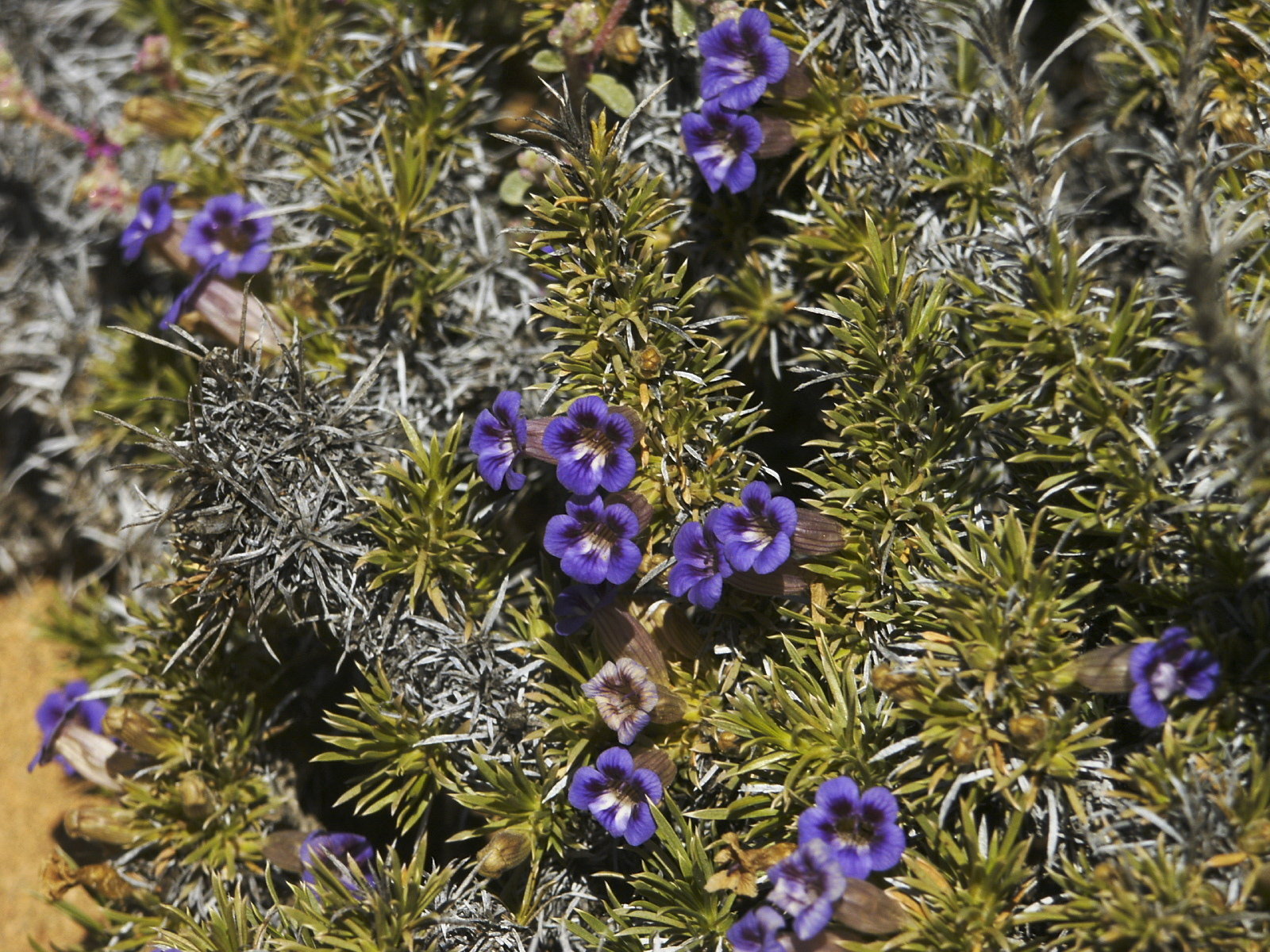
W. annularis, Nam Phi

Wahlenbergia là một chi có khoảng 264 loài thực vật có hoa thuộc họ Campanulaceae, với sự phân bố rộng khắp thế giới ngoại trừ Bắc Mỹ; sự đa dạng loài cao nhất có ở châu Phi và miền Australasia. Các loài Wahlenbergia có sự phát tán rộng khắp, ngay cả trên các hòn đảo giữa đại dương, và có 4 loài có mặt trên đảo St Helena, kể cả loài hiện nay đã tuyệt chủng là W. roxburghii.

## Các loài tiêu biểu
Châu Phi
- Wahlenbergia androsacea (Nam Phi)
- Wahlenbergia capillacea (Nam Phi)
- Wahlenbergia lobelioides (quần đảo Canary, Madeira)
- Wahlenbergia perrieri (đặc hữu của Madagascar)
- Wahlenbergia rivularis (Nam Phi)
- Wahlenbergia undulata (Nam Phi)

Châu Á
- Wahlenbergia gracilis (trên các đảo Tây Thái Bình Dương)
- Wahlenbergia hirsuta (Himalaya)
- Wahlenbergia hookeri (Himalaya, Indonesia, bắc Thái Lan)
- Wahlenbergia marginata: Lan hoa sâm; sâm ruộng; hoà liên; diệp sa sâm; tế diệp sa sâm; sa sâm lá nhỏ; lam hoa sâm (蓝花参). Có mặt tại khu vực nhiệt đới và cận nhiệt đới châu Á.
- Wahlenbergia peduncularis (Himalaya)

Australia
- Wahlenbergia ceracea
- Wahlenbergia communis
- Wahlenbergia consimilis
- Wahlenbergia gloriosa
- Wahlenbergia gracilis
- Wahlenbergia multicaulis
- Wahlenbergia saxicola
- Wahlenbergia stricta

Châu Âu
- Wahlenbergia hederacea
- Wahlenbergia nutabunda

New Zealand
- Wahlenbergia albomarginata
- Wahlenbergia cartilaginea
- Wahlenbergia congesta
- Wahlenbergia matthewsii
- Wahlenbergia tuberosa

Nam Mỹ
- Wahlenbergia berteroi (quần đảo Juan Fernandez)
- Wahlenbergia fernandeziana (quần đảo Juan Fernandez)
- Wahlenbergia grahamiae (quần đảo Juan Fernandez)
- Wahlenbergia larraini (quần đảo Juan Fernandez)
- Wahlenbergia linarioides
- Wahlenbergia peruviana

St Helena (Nam Đại Tây Dương)
- Wahlenbergia angustifolia
- Wahlenbergia burchellii
- Wahlenbergia linifolia
- Wahlenbergia roxburghii

## Hình ảnh

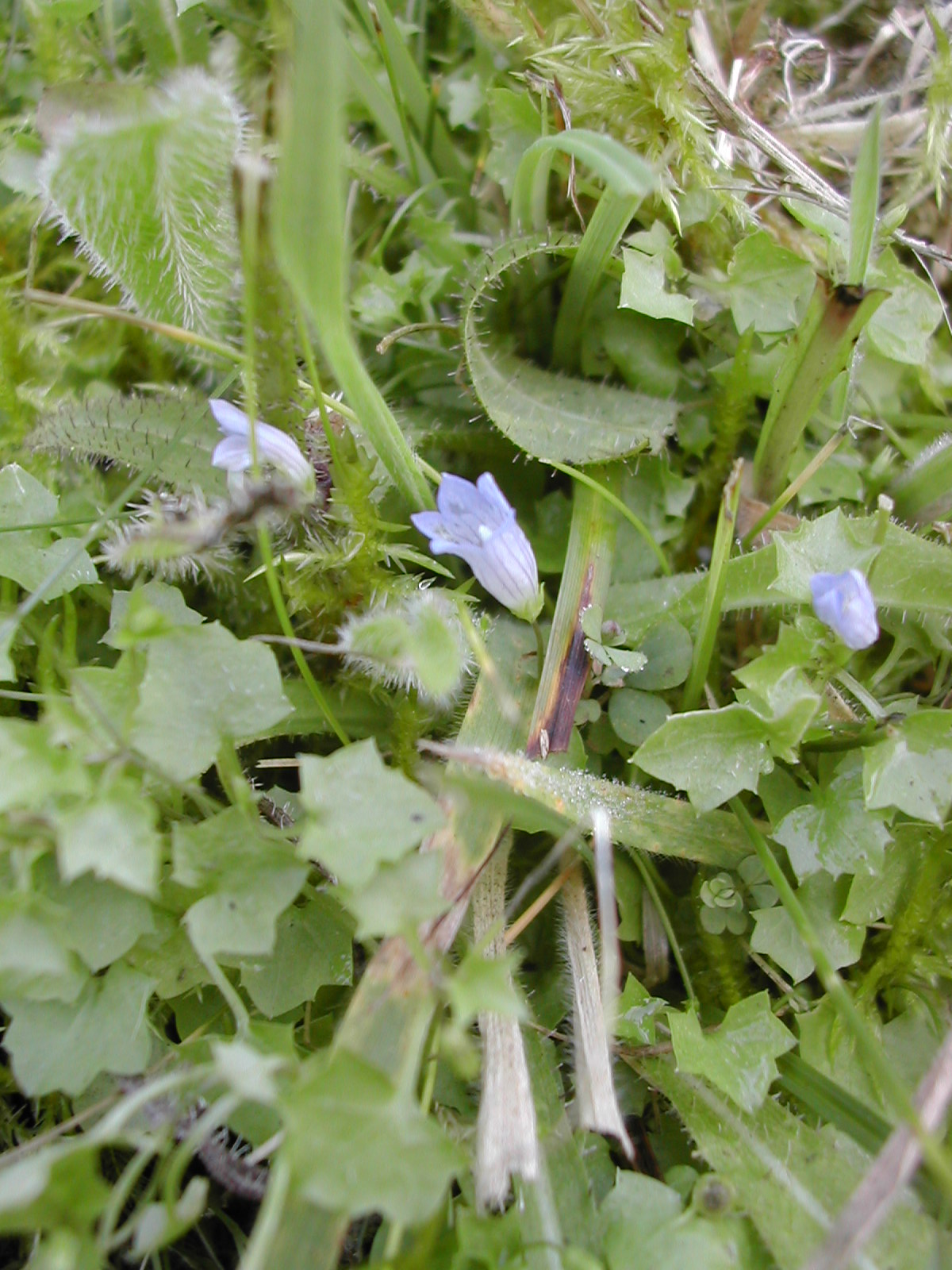
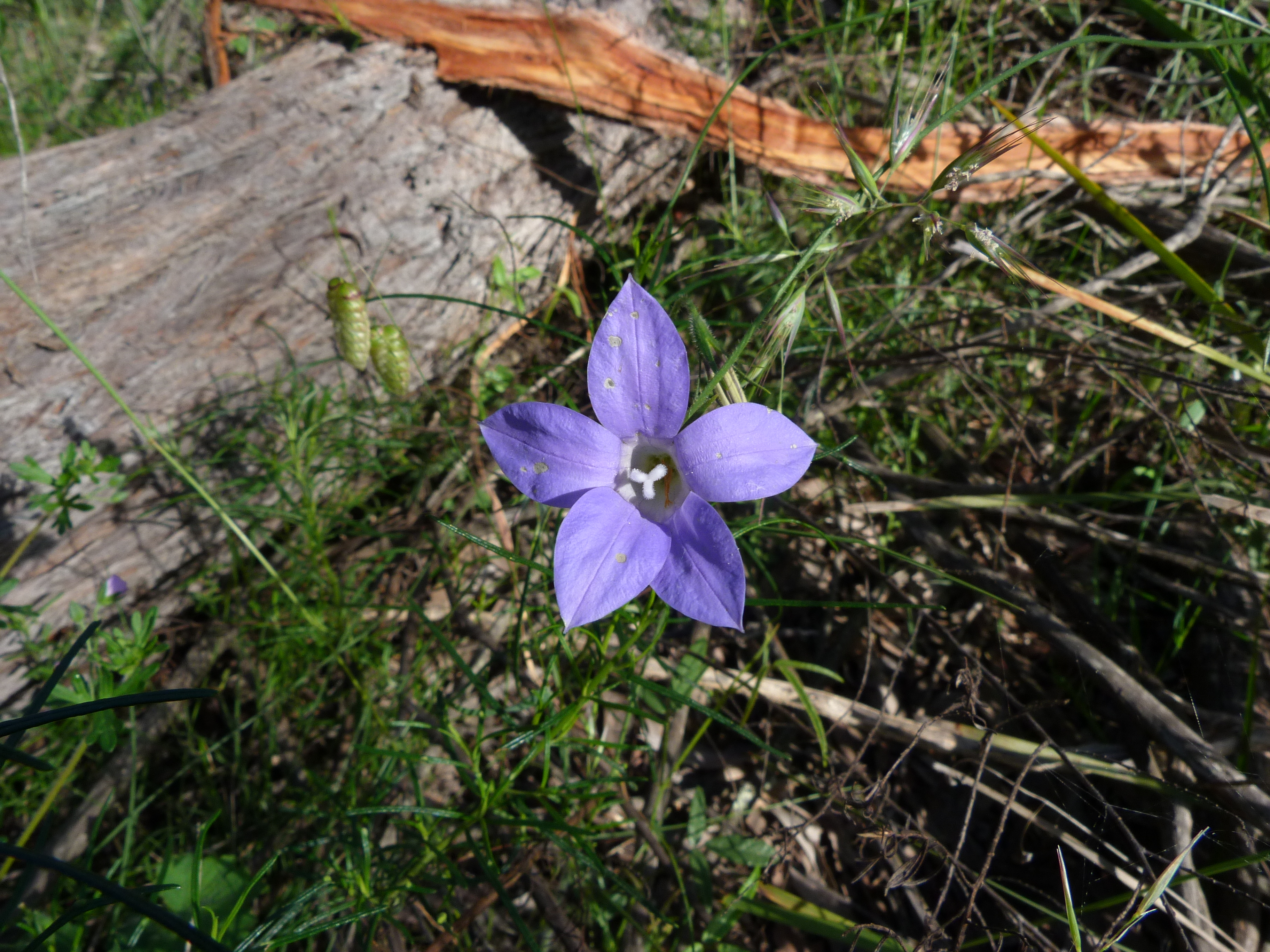
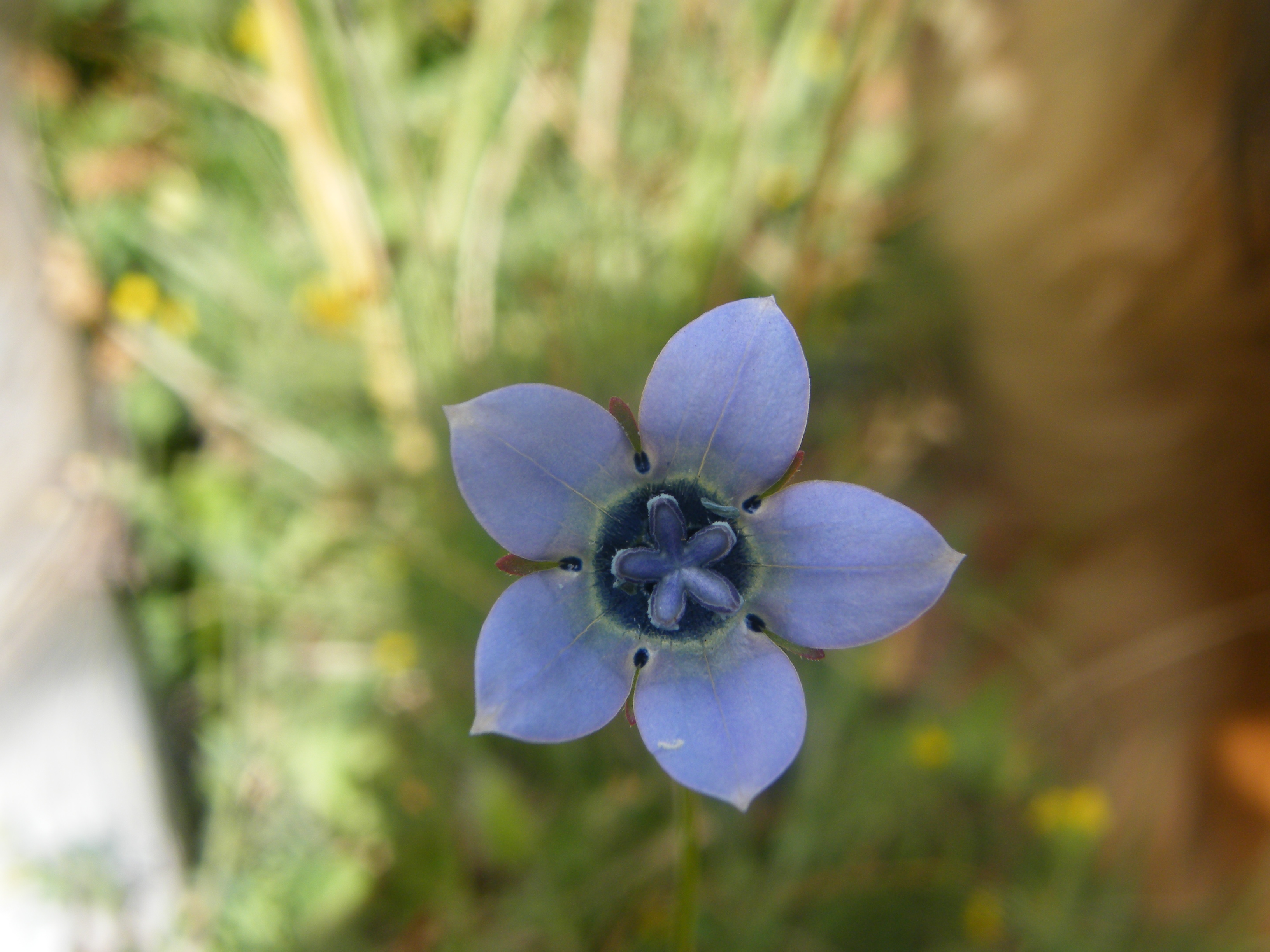
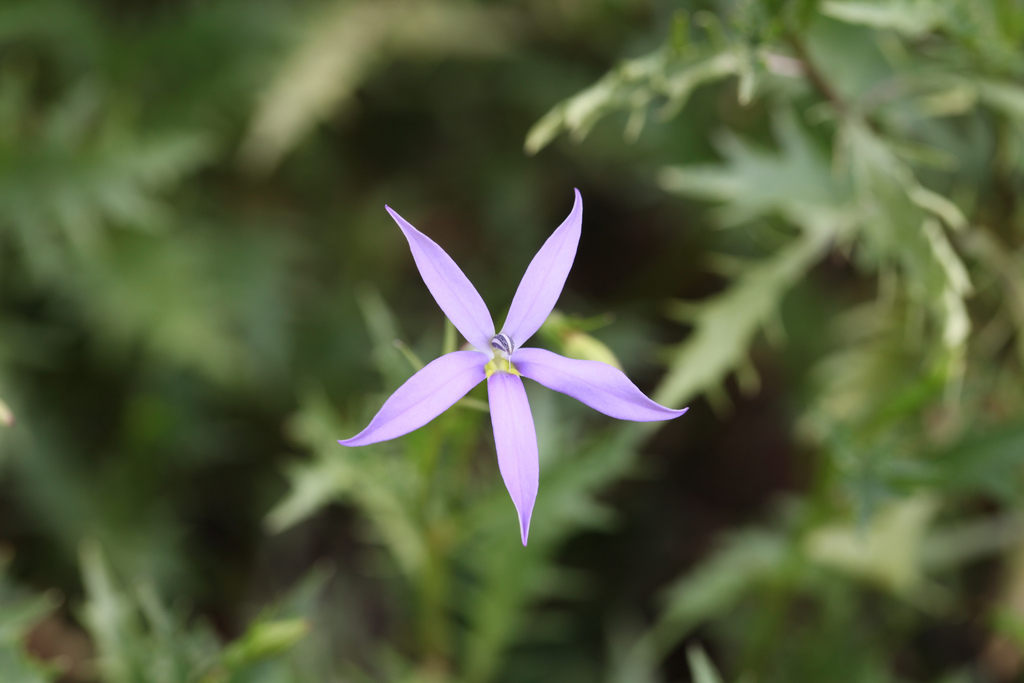